# Ageratum
- Commons
- Wikispecies

Ageratum (agerato, agérato) é um género botânico pertencente à família das  asteráceas.

## Espécies

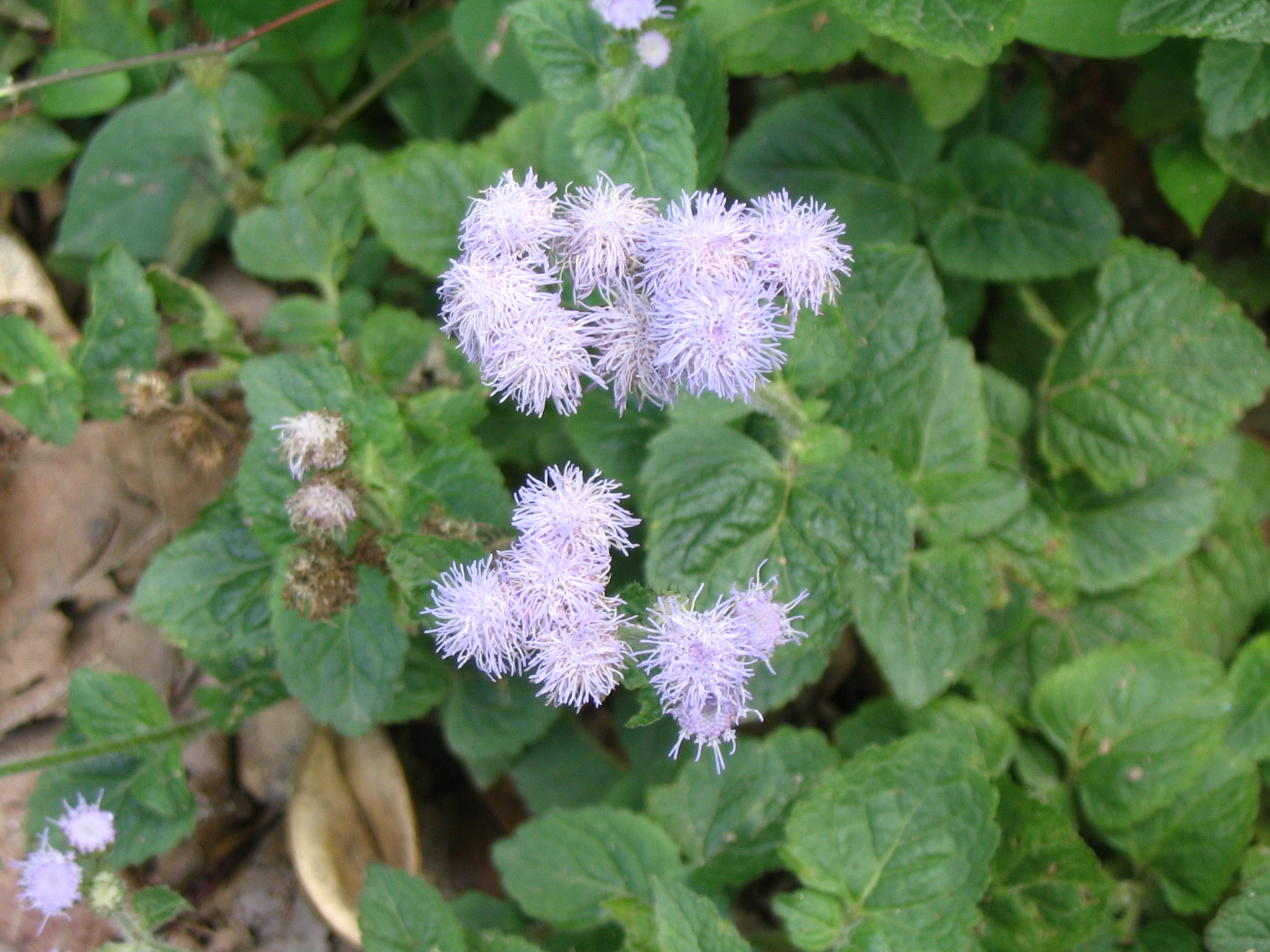
Ageratum conyzoides.

| - Ageratum arsenei - Ageratum candidum - Ageratum chortianum - Ageratum connatifolius - Ageratum conyzoides (Mastruço ou Erva-de-São-José) - Ageratum corymbosum - Ageratum corymbosum f. album - Ageratum corymbosum f. euryphyllum - Ageratum corymbosum var. jaliscense - Ageratum corymbosum f. lactiflorum - Ageratum corymbosum var. longipetiolatum - Ageratum corymbosum var. subsetiferum - Ageratum elassocarpum - Ageratum ellepticum - Ageratum gaumeri - Ageratum guatemalense - Ageratum heterolepis - Ageratum hondurense - Ageratum houstonianum ou Agérato-lilás - Ageratum houstonianum var. angustatum - Ageratum houstonianum f. isochroum - Ageratum houstonianum f. luteum - Ageratum houstonianum var. muticescens - Ageratum houstonianum f. niveum - Ageratum houstonianum f. normale - Ageratum houstonianum var. typicum - Ageratum houstonianum f. versicolor - Ageratum iltisii - Ageratum latifolium var. galapageium | - Ageratum littorale - Ageratum littorale f. album - Ageratum littorale var. hondurense - Ageratum littorale f. setigerum - Ageratum lucidum - Ageratum lundellii - Ageratum maritimum - Ageratum maritimum f. calvum - Ageratum meridensis - Ageratum mexicanum var. majus - Ageratum molinae - Ageratum munaense - Ageratum nelsonii - Ageratum oliveri - Ageratum peckii - Ageratum perplexans - Ageratum platypodum - Ageratum radicans - Ageratum reedii - Ageratum rhytidophyllum - Ageratum riparium - Ageratum rugosum - Ageratum serratum - Ageratum sordidum - Ageratum stachyofolium - Ageratum standleyi - Ageratum tehuacanum - Ageratum tomentosum - Ageratum viscosum - Ageratum wendlandii - Ageratum wrightii |

## Classificação do gênero
| Sistema | Classificação                               | Referência               |
| ------- | ------------------------------------------- | ------------------------ |
| Linné   | Classe Syngenesia, ordem Polygamia aequalis | Species plantarum (1753) |